# Senuti
Senuti (renommé iTunes) est une application Mac OS X codée par Whitney Young. Sa date de sortie est le 19 avril 2006 et cette application permet de copier des morceaux de musique d'un iPod à un ordinateur Macintosh utilisant le système d'exploitation Mac OS X 10.5. Selon FadingRed, éditeur de Senuti, ce logiciel a été téléchargé plus de 2 millions de fois.

## History
La version sous licence GPL est encore disponible.